# Église Saint-Valentin d'Arthonnay
L'église d'Arthonnay est une ancienne église située à Arthonnay, dans le département de l'Yonne, en France, actuellement à l'état de ruine.

## Historique
L'édifice est inscrit au titre des monuments historiques en 1926 et classé en 1932.